# Girl Thing
Girl Thing was een Britse meidengroep die bestond uit de Britse Jodi Albert, Linzi Martin, Michelle Barbe en Nikki Stuart en de Nederlandse Anika Bostelaar. De groep werd in 1998 opgericht en bestond tot 2001. De bedoeling was om mee te liften op het succes van grote soortgelijke meidengroepen als de Spice Girls, maar die populariteit behaalde Girl Thing niet.
De groep verwierf de meeste bekendheid met hun single "Last one standing". De single bereikte de achtste plaats in de UK Singles Chart, en behaalde de gouden verkoopstatus in Australië. Ondanks dat de tweede single, "Girls on top" het wat minder deed werd het debuutalbum van de groep wereldwijd uitgebracht: in Australië, Nieuw-Zeeland, India en Japan. In Engeland zelf werd de release afgeblazen.

## Discografie

### Albums
- Girl Thing (2001)

### Singles
- "Last one standing"
- "Girls On Top"
- "Young, Free and Happy" (alleen in Australië)
- "It's A Girl Thing" (ep, alleen in Japan en Nieuw-Zeeland)